# Орехова Вас
Орехова Вас (словен. Orehova vas) — поселення в общині Хоче-Сливниця, Подравський регіон‎, Словенія.